# 超级神冈探测器
超级神冈探测器（英語：Super-Kamiokande，可縮寫為Super-K或SK），全名為超級神岡中微子探測實驗（Super-Kamioka Neutrino Detection Experiment），是日本東京大學在岐阜縣飛驒市神岡町的神岡礦山一个深达1000米的废弃砷矿中建造的大型中微子探测器。其目标是探测质子衰变以及被设计来寻找太阳、地球大气的中微子，并观测銀河系內超新星爆发。目前超级神冈的后续项目，更先进的下一代超巨型神冈探测器目前正在建設中，預計2027年開始蒐集資料。

## 描述
超级神冈探测器位于飞驒市神冈町的茂住矿山1,000米（3,300英尺）的地下。之所以蓋在如此深的地層中是因為要阻隔其他的宇宙射線訊號。該設施主要部分是一个高41.4米、直径39.3米的不鏽鋼圆柱形的容器，盛有5万吨100%的超纯水，光是填滿就要兩周時間。水箱容量被分成由一个直径为33.8米（111英尺）和高度为36.2米（119英尺）的不锈钢上层结构的内部探测器（ID）区，和包括其余结构的外部探测器（OD）区。容器的内壁上安装有11200个光电倍增管，用于探测中微子与水中的氢原子和氧原子的相互作用的后续过程产生的切连科夫辐射。

### 探测器
超级神冈（SK）是用来研究从不同的来源中微子切连科夫輻射的一个探测器，包括太阳，超新星，大气，和加速器的质子衰变。实验开始于1996年4月，并于2001年7月停车检修，这一段时期被称为“SK-I”阶段。由于在维修过程中发生意外事故，实验在2002年10月继续，只有原来一半数量的光电倍增管。为了防止再发生意外事故，所有的光电倍增管都被覆盖的纤维增强塑料（FRP）与丙烯酸的前窗。这一阶段是从2002年10月到2005年10月为整个重建而做另一次关闭的阶段，被称为“SK-II”阶段。2006年7月，实验恢复了光电倍增管的完整数目，并在2008年9月停止实验而做电子設備的升级。这一时期被称为“SK-III”阶段。2008年后的时期被称为“SK-IV”阶段。所有阶段和它们的主要特性汇总于表1。

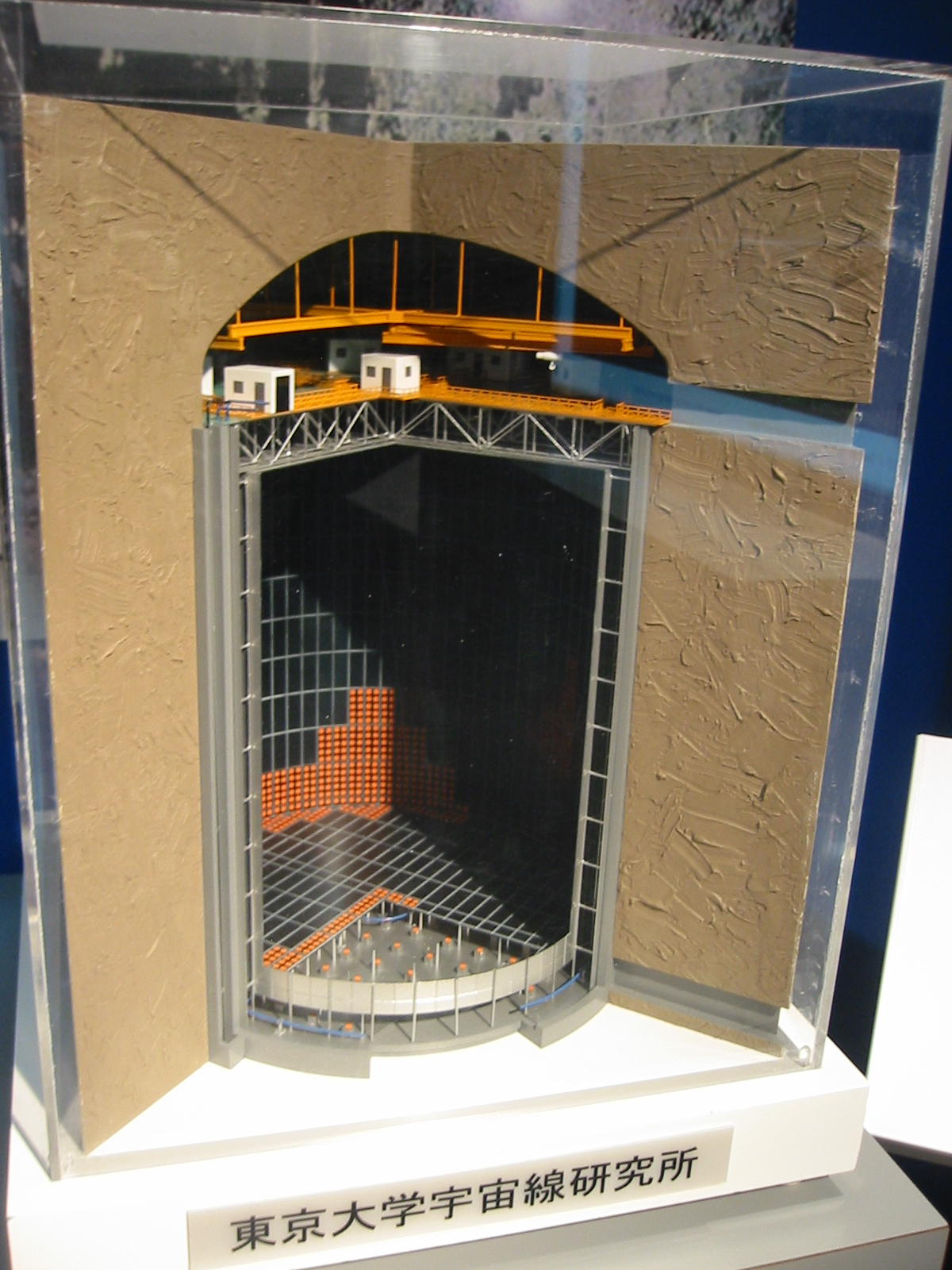
神冈探测器（KamiokaNDE）的一个模型。

| 阶段           | 阶段         | SK-I        | SK-II      | SK-III      | SK-IV       |
| -------------- | ------------ | ----------- | ---------- | ----------- | ----------- |
| 时期           | 开始         | 1996年4月   | 2002年10月 | 2006年7月   | 2008年9月   |
|                | 结束         | 2001年7月   | 2005年10月 | 2008年9月   | (运行中)    |
| 光电倍增管数量 | ID           | 11146 (40%) | 5182 (19%) | 11129 (40%) | 11129 (40%) |
|                | OD           | 1885        | 1885       | 1885        | 1885        |
| 抗爆裂容器     | 抗爆裂容器   | 不          | 是         | 是          | 是          |
| OD 分段        | OD 分段      | 不          | 不         | 是          | 是          |
| 前端電子設備   | 前端電子設備 | ATM (ID)    | ATM (ID)   | ATM (ID)    | QBEE        |
|                |              | OD QTC (OD) |            |             |             |

## 歷史
这台探测器最初名为「神冈核子衰变实验」，于1982年开始建造，1983年完工，圆柱形容器高16米，直径15.6米，装有3000吨水和大约1000只光电倍增管，目的是探测粒子物理学中的一个基本问题——质子衰变。1985年，探测器开始进行扩建，名为神冈核子衰变实验II期（KamiokaNDE-II），灵敏度大大提高。1987年2月，神冈探测器与美国的探测器共同发现了大麦哲伦云中超新星1987A爆发时产生的中微子，这是人类首次探测到太阳系以外的天体产生的中微子。
尽管神冈探测器最初探测质子衰变的目标始终没有实现，但却可以接收来自太阳的中微子，并且测量其入射的方向，研究太阳中微子缺失问题。20世纪90年代，神冈观测台耗资一亿美元建造了更大的探测器，名为超级神冈探测器（Super-KamiokaNDE），它的探测物质增加到了 50000 吨高度纯净的水。一句话总结，探测器在各方面都有了长足的改进。超级神冈探测器于1996年开始观测，其后自1998年起，超级神岡探测器开始发布探测结果。1998年，超级神冈探测器的领导者、日本科学家小柴昌俊发表了测量结果，给出中微子振荡的首个确切证据，认为中微子在三种不同“味”之间是可以相互转换的，这也表明中微子是有质量的，而不是粒子物理标准模型中预言的零质量粒子。2002年，超级神冈探测器证实反应堆中产生的中微子发生了振荡。这个探测结果在中微子天文学和粒子物理学中具有里程碑式的意义，小柴昌俊因此获得2002年的诺贝尔物理学奖。
2001年11月12日，超级神冈探测器数千只光电倍增管由于连锁反应突然爆裂，随后工作人员重新排列了未损坏的光电倍增管，使其恢复了一部分工作能力，并加上了聚甲基丙烯酸甲酯保护壳，防止其进一步损坏。2005年7月到2006年6月，超级神冈探测器重新安装了6000只光电倍增管。

## 相關研究

### 太陽中微子
太陽的能量來自其內核質子之核融合反應，其中4個質子產生1個氦原子與1個電子中微子。由此反應釋出之中微子被稱作太陽中微子。在太陽中心核融合反應產生的光子需要花上好幾百萬年才能抵達太陽表面，至於太陽中微子則因為與其他物質之交互作用甚弱，僅需8分鐘即可抵達地球。所以，我們可藉由觀測太陽中微子來得知太陽內部之即時狀態，而不需等數百萬年後光子的抵達。
在1999年，超級神岡探測器偵測到中微子振荡的強烈證據，成功地解釋了太陽中微子問題。包括太陽在內的80%可見恆星藉由以下反應將氫轉換為氦並產生能量：
{\displaystyle 2e^{-}+4p\to {}^{2}\!He+2\upsilon _{e}+26.73MeV}
其中{\displaystyle \upsilon _{e}}是電子中微子。因此，包括我們的太陽在內的恆星們是中微子的來源之一。這些電子中微子主要來自質子﹣質子鏈反應而形成較低的質量，至於溫度較低的恆星則會藉由碳氮氧循環反應產生較重的電子中微子。
在1990年代早期，由於Kamioka II與Ga實驗的初始數據的不確定性，沒有任何單一的實驗需要用太陽中微子問題的非天文物理解作解釋。但若同時分析Cl、Kamioka II、以及Ga實驗的數據，會發現一種無法利用微調標準太陽模型（SSM）來解釋的中微子通量模式。而這反過來激勵了新一代的主動偵測器們，包含超級神岡探測器、薩德伯里中微子觀測站、以及Borexino實驗。其中超級神岡探測器可偵測彈性散射 （ES）事件：
{\displaystyle v_{x}+e^{-}\to v_{x}+e^{-}}
由於電子中微子散射造成的電流效應，該反應之電子中微子與重“味”中微子的相對靈敏度比約為7：1。由於反彈電子之運動方向被限制在絕對前方，中微子的行進方向被保持與反彈電子的方向一致。由此可得{\displaystyle cos\theta _{Sun}}，其中{\displaystyle \theta _{Sun}}表示反彈電子運動方向與太陽方位之間的夾角。這說明了{\displaystyle {}^{8}\!B}太陽中微子通量可被計算為：
{\displaystyle 2.40\pm 0.03(stat.){}_{-0.07}^{+0.08}\!(sys.)\times 10^{6}cm^{-2}s^{-1}}
這個預測值與標準太陽模型預測值之比率為：
{\displaystyle {Data \over SSM_{BP98}}=0.465\pm 0.005(stat.){}_{-0.013}^{+0.015}\!(sys.)}。
以上結果表明了太陽中微子的缺失。

### 大氣中微子
大氣中微子是由原生宇宙線（主要是質子）與地球大氣交互作用產生的衍生宇宙線。我們可將觀測到的大氣中微子分成四類。全部包含事件（Fully contained, FC）之所有路徑皆包含在內層探測器內部，而部分包含事件（partially contained, PC）則有路徑從內層探測器中漏出；緲子向上貫通事件（Upward through-going muons, UTM）產生於探測器底部的岩層，並向上貫穿探測器。緲子向上停止事件（Upward stopping muons, USM）亦產生於探測器底部的岩層，但其路徑停止於內層探測器內部。
中微子觀測數量之理論預測值並不隨天頂角而改變，而是呈一定值。然而，超級神岡探測器於1998年發現，從偵測器下方進來的μ子中微子（產生於地球另一側）被觀測到的數量是從偵測器上方進來的μ子中微子數量的一半。這個結果可被解釋成中微子轉變或震盪至其他種類的未偵測中微子，這個現象被稱作中微子振荡。此發現表示中微子具有有限質量，並暗示著標準模型需要被延伸。中微子在三種「味」之間震盪，而且各種中微子皆有其靜止質量。於2004年的進一步分析顯示，事件發生率是長度除以能量的函數，並有著正弦函數的對應關係，確認了中微子震盪理論。

### K2K實驗
K2K實驗是一個從1999年6月進行至2004年11月的中微子實驗。該實驗用於確認超級神岡探測器對μ子中微子震盪的觀測數據，並首次在輻射源與偵測器皆受控制的情況之下得出了μ子中微子震盪的正面測量結果。超級神岡探測器在該次實驗計畫的重要角色為「遠偵測器」。K2K實驗的第二代計畫為T2K實驗。

### T2K實驗
T2K實驗（Tokai to Kamioka，東海到神岡之意）是一個由日本、美國、俄羅斯等11國參與的國際性合作中微子實驗。T2K實驗的目標在於進一步了解中微子振荡的各項參數性質。T2K實驗尋找從μ子中微子轉變為電子中微子的震盪，並在2011年6月宣佈了首次實驗觀測證據。超級神岡探測器在該次實驗計畫的角色為「遠偵測器」。超級神岡探測器將記錄高能中微子與水交互作用所產生的μ子和電子之契忍可夫輻射。

### 質子衰變
在標準模型中，質子被假設為絕對穩定。然而，一些大統一理論的候選理論（GUTs）預測質子可以衰變為較輕的高能帶電粒子，例如電子、μ子、π介子等。神岡探測器可協助排除一些候選理論。超級神岡探測器是現有最大的用於觀測質子衰變的偵測器。

## 諾貝爾物理學獎
超级神冈探测器製造了數個諾貝爾物理學獎等級的成果，例如小柴昌俊（2002年）以及梶田隆章（2015年）。戶塚洋二的贡献和梶田隆章相仿，但他在2008年去世，而诺贝尔奖不追认已经逝世的人。小柴、戶塚、梶田三人為師徒關係，並為超级神冈探测器之共同創建者。
2015年10月6日，梶田隆章表示：「虽然结果上是我获得了诺贝尔奖...（中略）...我认为我的『老师』的功劳更为重要。」韓國《朝鮮日報》指出，此處的「老師」就是已過世的戶塚洋二。戶塚被認為是「小柴最優秀的學生」。小柴昌俊曾表示，若戶塚洋二能再多活十八個月，必能得獎。

## 大眾文化中的超級神岡探測器
超級神岡探測器是德國攝影家安德烈斯·古爾斯基於2007年的作品《Kamiokande》之主題。該探測器亦成為美國科學紀錄片《宇宙大探索》的主題之一。

## 成果
在1987年2月，一場超新星爆發SN1987A出現在大麥哲倫星系。在此次事件中，超級神岡探測器第一次偵測到超新星中微子。超級神岡探測器對這些中微子偵測到了11場事件。這次觀測證實了超新星爆發理論的正確性，並開啟了中微子天文學。
1998年，超級神岡探測器首次發現了中微子震盪的強烈證據，其觀測到了μ子中微子轉變為τ子中微子的現象，這顯示中微子具有質量。梶田隆章在該年的「中微子物理學・宇宙物理學國際會議」上發表該結果，並因此研究獲得2015年的諾貝爾物理學獎。
超級神岡探測器所得之數據對質子平均生命期與其他罕見衰變模式以及中微子性質做出了限制，例如質子衰變成K介子的生命期上限為5.9×1033年。

## 外部連結
- 神岡宇宙基本粒子研究設施 （页面存档备份，存于） （日語）
- YouTube上的スーパーカミオカンデ Super Kamiokande（日語）
- Super-Kamiokande （页面存档备份，存于）（英文）
- Hyper-Kamiokande （页面存档备份，存于）（英文）
- Observation of a Neutrino Burst from the Supernova SIV1987A （页面存档备份，存于）（英文）

36°25′32.6″N 137°18′37.1″E / 36.425722°N 137.310306°E
1. ↑  S. Fukuda;  et al, , Nuclear Instruments and Methods in Physics Research, April 2003, A501 (2–3): 418–462, Bibcode:2003NIMPA.501..418F, doi:10.1016/S0168-9002(03)00425-X
2. ↑  S. Fukuda;  et al, , Nuclear Instruments and Methods in Physics Research, April 2003, A501 (2–3): 418–462, Bibcode:2003NIMPA.501..418F, doi:10.1016/S0168-9002(03)00425-X